# Sépale pétaloïde
Un sépale pétaloïde est un sépale ayant l’aspect d’un pétale.

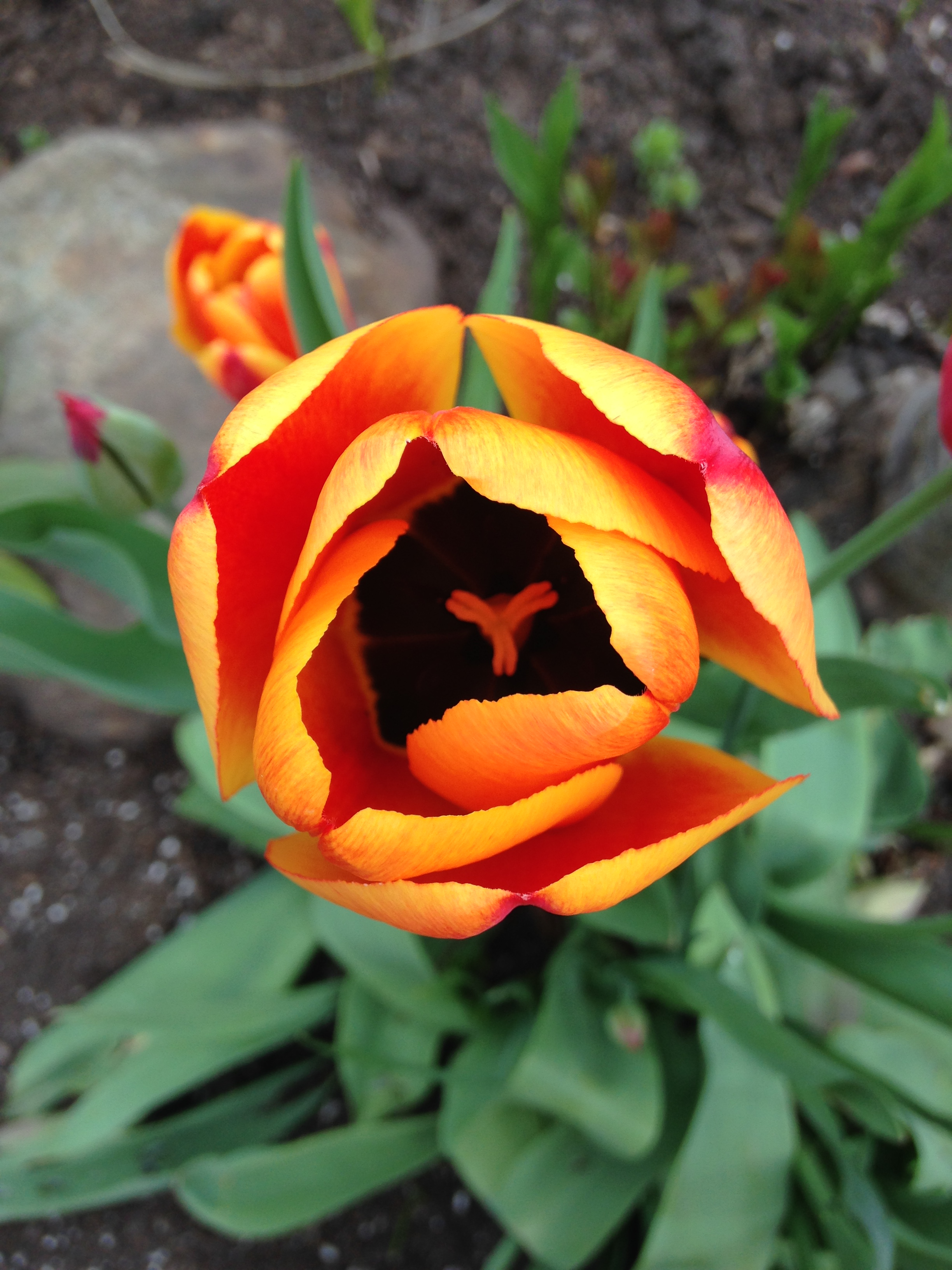
Les trois sépales externes de la Tulipe ont le même aspect que les trois pétales internes.

Par exemple, les sépales de la Tulipe sont pétaloïdes. On regroupe dans ce cas les pétales et les sépales sous le terme de tépales. 